# Юриссон, Янно
Янно Юриссон (эст. Janno Jürisson; 6 октября 1980, Вильянди) — эстонский футболист, крайний полузащитник. Выступал за национальную сборную Эстонии.

## Биография

### Клубная карьера
Воспитанник футбольного клуба «Тулевик» (Вильянди). Во взрослых соревнованиях дебютировал в его составе весной 1996 года в первой лиге. В высшем дивизионе Эстонии сыграл первый матч 25 июля 1998 года против «Лантаны», а первый гол забил 19 сентября 1998 года в ворота ТФМК.
В 2000 году перешёл в таллинскую «Флору», в её составе в том же сезоне стал серебряным призёром чемпионата страны. На следующий год потерял место в основном составе, сыграв только два матча, команда в 2001 году стала чемпионом Эстонии.
В 2002—2003 годах снова играл за «Тулевик», после чего завершил профессиональную карьеру. В 2005—2010 годах выступал в низших лигах за «Элион»/«Нымме Юнайтед» (Таллин). В 2011 году вернулся в «Тулевик», который к тому времени лишился профессионального статуса и играл в третьем дивизионе, по окончании сезона завершил игровую карьеру.
Всего в высшей лиге Эстонии сыграл 101 матч и забил 4 гола.

### Карьера в сборной
Выступал за юношеские и молодёжные сборные Эстонии, начиная с 15 лет.
В национальной сборной Эстонии дебютировал 26 апреля 2000 года в товарищеском матче против Люксембурга, выйдя на замену на 66-й минуте вместо Сергея Терехова. Всего за сборную провёл 6 матчей, все — в 2000 году.